# Pangkah Wetan
Pangkah Wetan is een bestuurslaag in het regentschap Gresik van de provincie Oost-Java, Indonesië. Pangkah Wetan telt 8761 inwoners (volkstelling 2010).